# Monarch: Legacy of Monsters
Pour les articles homonymes, voir Monarch (homonymie).
Production
Diffusion
Monarch: Legacy of Monsters (litt. « monarque : l'héritage des monstres ») est une série télévisée américaine, créée par Chris Black et Matt Fraction et diffusée depuis le 17 novembre 2023 sur la plateforme Apple TV+.
Elle fait partie de l'univers étendu du MonsterVerse, dont l'intrigue suit les évènements du film Godzilla (2014).

## Synopsis
En 2015, un an après l'affrontement entre Godzilla et les MUTOs qui a rasé San Francisco, un frère et une sœur partent à la recherche de leur père pour découvrir ses liens avec Monarch, une organisation secrète liée aux Titans. Ils vont notamment croiser la route du colonel Lee Shaw, un homme mêlé à l'organisation depuis les années 1950.

## Distribution

### Acteurs principaux
- Anna Sawai (VF : Geneviève Doang) : Cate Randa
- Kiersey Clemons (VF : Aurélie Konaté) : May Olowe-Hewitt
- Ren Watabe (VF : Martin Faliu) : Kentaro Randa
- Mari Yamamoto (VF : Claire Guyot) : Dr Keiko Miura, chercheuse de Monarch
- Anders Holm (VF : Marc Maurille) : William « Bill » Randa, chercheur de Monarch
  - John Goodman (VF : Patrice Melennec) : Bill Randa, âgé
- Joe Tippett (en) (VF : Thierry Kazazian) : Tim, analyste de Monarch
- Kurt Russell (VF : Philippe Vincent) : le colonel Lee Shaw
  - Wyatt Russell (VF : Mario Bastelica) : Lee Shaw, jeune
- Elisa Lasowski (VF : elle-même) : Michelle Duvall, agent de Monarch

### Acteurs récurrents
- Takehiro Hira (VF : Thibaut Lacour) : Hiroshi Randa, père de Cate et Kentaro et fils de Bill et Keiko
- Qyoko Kudo : Emiko Randa, mère de Kentaro
- Christopher Heyerdahl (VF : Mathieu Buscatto) : le général Pluckett, supérieur de Shaw
- Mirelly Taylor (VF : Flora Brunier) : Natalia Verdugo, directrice adjointe de Monarch

### Invités
- Tamlyn Tomita (VF : Yumi Fujimori) : Caroline, mère de Cate
- Jess Salgueiro (en) (VF : Marie Tirmont) : Dr Barnes
- Dominique Tipper (VF : Géraldine Asselin) : Brenda Holland, Directrice des ressources humaines d'AET Technologies

 Source et légende : version française (VF) sur RS Doublage

## Production

### Genèse et développement
Après le succès de Godzilla vs Kong (2021), l'idée d'étendre le MonsterVerse est évoquée : Legendary annonce alors, à la mi-janvier 2022, une série en prises de vues réelles. Apple TV+ exprime son intérêt pour le projet. La série est ainsi officiellement validée en janvier 2022. Il s'agit d'une coproduction entre Legendary Television, Safehouse Pictures et Tōhō, bien que Warner Bros. possède toujours les droits de la franchise MonsterVerse aux côtés de Legendary. Chris Black est ensuite engagé comme show runner,
. À la mi-mai, Matt Shakman est chargé de réaliser les deux premiers épisodes, en plus de son rôle de producteur délégué.  Outre la participation de Chris Black et Matt Fraction, la série est écrite par Andrew Colville, Milla Bell-Hart, Amanda Overton, Karl Taro Greenfeld, Mariko Tamaki et Al Letson.
Â la mi-août 2023, Legendary Entertainment annonce la diffusion des dix épisodes en automne 2023.
La série s'intitulait initialement Godzilla and The Titans.
Début octobre 2024, la série est renouvelée pour une seconde saison, pour une sortie en 2025.

### Attribution des rôles
Fin juin 2022, Anna Sawai, Ren Watabe, Kiersey Clemons, Joe Tippett et Elisa Lasowski sont annoncés dans les rôles principaux. À la mi-juillet, Kurt Russell et son fils Wyatt rejoignent également la série, suivis par Mari Yamamoto le mois suivant. Fin septembre 2022, Anders Holm est également annoncé.

### Tournage
Le tournage débute en juillet 2022 à Vancouver, au Canada. Des photographies du tournage sont publiées sur Internet peu après. L'équipe tourne ensuite durant deux semaines au Japon, le mois suivant.
Elle est tournée avec des caméras 3D prévues pour l'Apple Vision Pro.

## Épisodes

### Première saison
1. Nouveau Monde (Aftermath)
2. Le Départ (Departure)
3. Secrets et Mensonges (Secrets and Lies)
4. Mondes parallèles et intérieurs (Parallels and Interiors)
5. La Sortie (The Way Out)
6. Des miracles terrifiants (Terrifying Miracles)
7. Qui est vraiment May ? (Will the Real May Please Stand Up?)
8. Les Origines (Birthright)
9. Axis Mundi (Axis Mundi)
10. Au-delà de la logique (Beyond Logic)

### Seconde saison
La série est renouvelée pour une seconde saison, pour une diffusion en 2025.